# Fenilcsoport

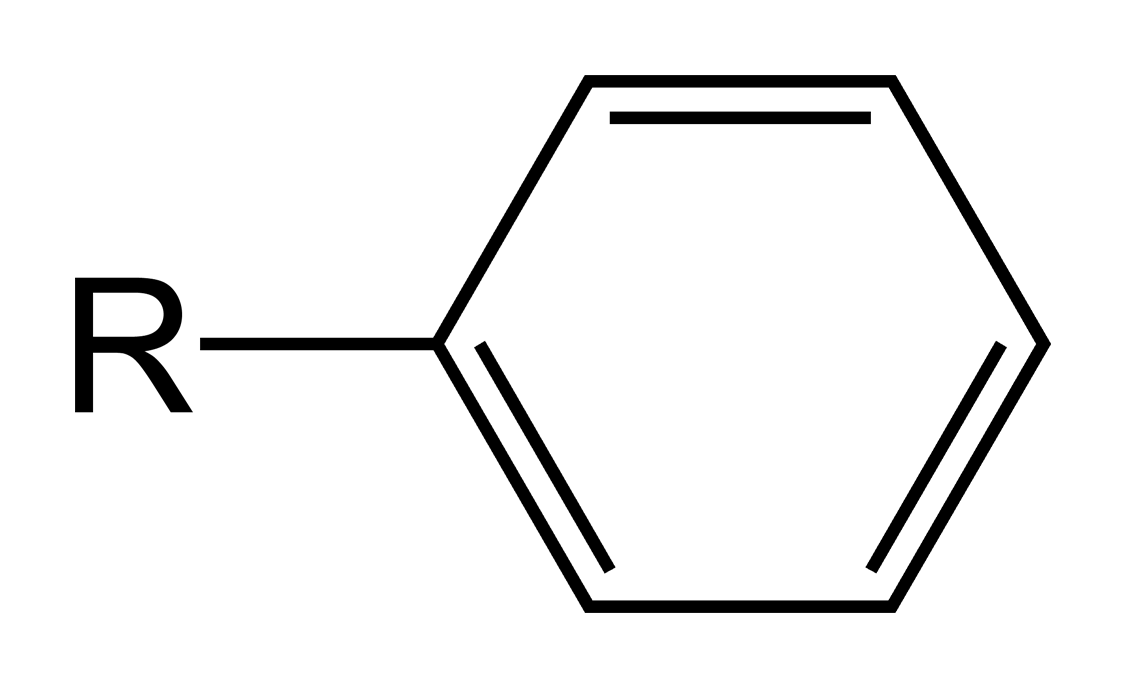
A fenilcsoport szerkezete

A szerves kémiában a fenilcsoport (rövidítve általában Ph-) a C6H5- képletű funkciós csoport, amelyben a hat szénatom gyűrűt alkot. Ez a hidrofób, rendkívül stabil, aromás szénhidrogén egység számos szerves vegyületben előfordul. A benzolból vezethető le, valójában a kémiai szakirodalomban olykor magát a benzolt is PhH-ként jelölik.
A legegyszerűbb fenilcsoportot tartalmazó vegyület a fenol (C6H5OH). Gyakori megállapítás, hogy a fenol az alifás alkoholoknál, például etanolnál (pKa = 10, illetve 16–18) azért erősebb sav, mert a fenolátion rezonancia stabilizált. Jelentős hatása van azonban annak is, hogy a fenolban található sp2 hibridizációjú szénatom elektronegativitása nagyobb, mint az alifás alkoholokban található sp3 szénatomoké.
- A fenilcsoport protonjainak 1H-NMR kémiai eltolódása jellemzően 7,27 ppm körül van, ami nagyrészt az aromás gyűrű áramának köszönhető, de ez az érték a szubsztituensektől függően változhat.
- Fenilcsoport a polimerekben is előfordulhat, például a polisztirolban.
- A fenilcsoport az arilcsoportok közé tartozik.
- A benzilcsoport abban különbözik a fenilcsoporttól, hogy benne a fenilcsoporthoz egy CH2-csoport kapcsolódik.

## Fordítás
Ez a szócikk részben vagy egészben a Phenyl group című angol Wikipédia-szócikk ezen változatának fordításán alapul.  Az eredeti cikk szerkesztőit annak laptörténete sorolja fel. Ez a jelzés csupán a megfogalmazás eredetét és a szerzői jogokat jelzi, nem szolgál a cikkben szereplő információk forrásmegjelöléseként.